# Pär Kettis
Pär Axel Kettis, född 26 december 1933 i Norrtälje, död 21 januari 2022 i Castine, Maine, USA, var en svensk ämbetsman och diplomat.
Han var generaldirektör för FRA 1985–1989, Sveriges ambassadör till New Delhi, jämväl Colombo, Katmandu och Thimphu 1989–1994 och ledamot av underrättelsekommittén (Fö 1996:08). Åren 1994–1998 var Kettis Sveriges ambassadör i Reykjavik, därefter flyttade han till USA.